# 아카리 츠무기

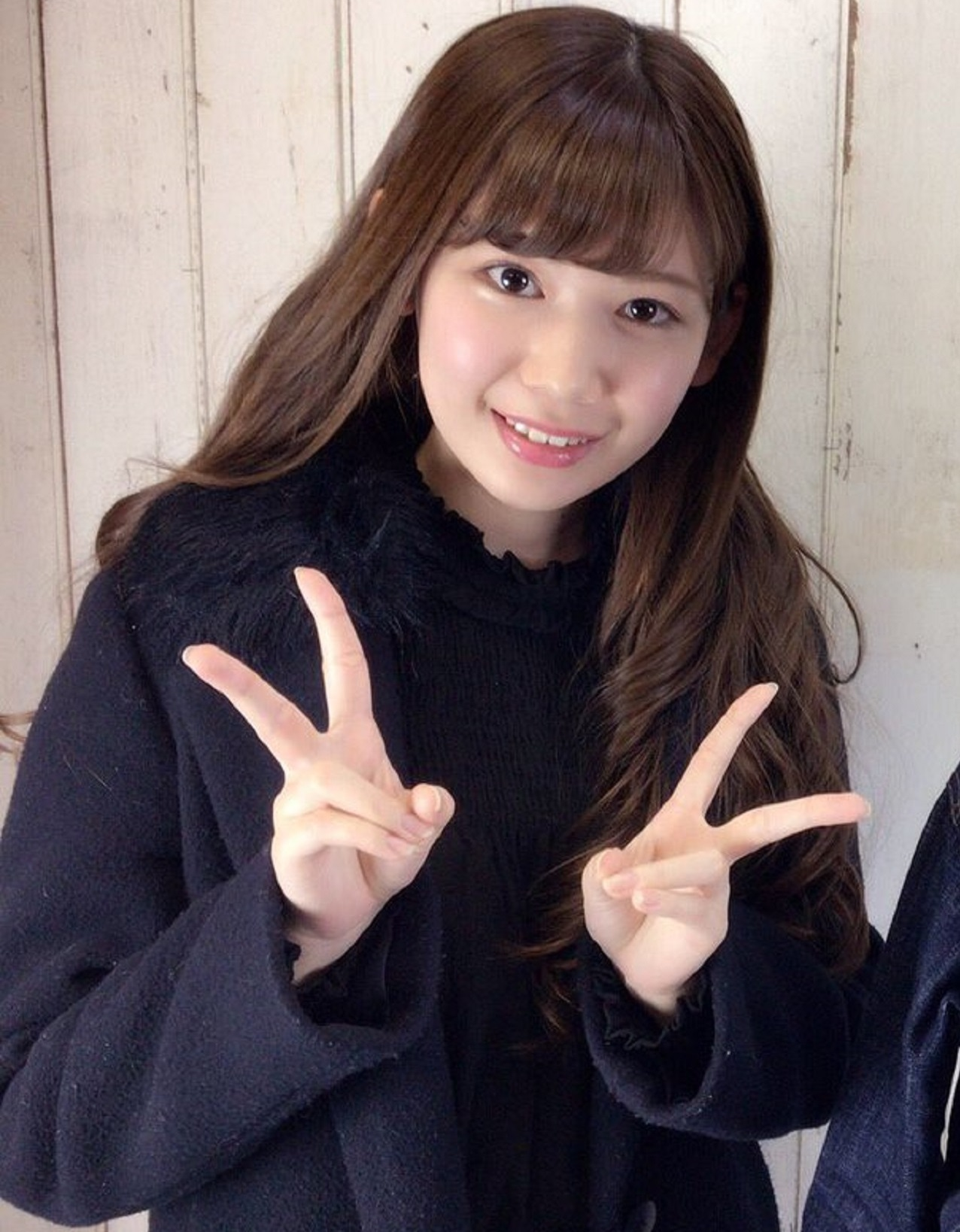
아카리 츠무기

아카리 츠무기(일본어: 明里 つむぎ)는 일본의 AV 여배우이다. 1998년 3월 31일 출생. 가나가와현 출신.